# Lill-Övsjön
Lill-Övsjön är en sjö i Bräcke kommun i Jämtland och ingår i Ljungans huvudavrinningsområde. Sjön har en area på 0,211 kvadratkilometer och ligger 288 meter över havet. Sjön avvattnas av vattendraget Ljungån.

## Delavrinningsområde
Lill-Övsjön ingår i det delavrinningsområde (699436-150641) som SMHI kallar för Utloppet av Lill-Övsjön. Medelhöjden är 352 meter över havet och ytan är 2,96 kvadratkilometer. Räknas de 3 avrinningsområdena uppströms in blir den ackumulerade arean 37,36 kvadratkilometer. Ljungån som avvattnar avrinningsområdet har biflödesordning 3, vilket innebär att vattnet flödar genom totalt 3 vattendrag innan det når havet efter 165 kilometer. Avrinningsområdet består mestadels av skog (89 procent). Avrinningsområdet har 0,21 kvadratkilometer vattenytor vilket ger det en sjöprocent på 7,1 procent.